# Кенес (Туркестанская область)
Кенес (каз. Кеңес) — село в Байдибекском районе Туркестанской области Казахстана. Входит в состав Акбастауского сельского округа. Код КАТО — 513635400.

## Население
В 1999 году население села составляло 731 человек (378 мужчин и 353 женщины). По данным переписи 2009 года, в селе проживали 783 человека (397 мужчин и 386 женщин).